# پازاریولو
پازاریولو (به ترکی استانبولی: Pazaryolu) یک منطقهٔ مسکونی در ترکیه است که در استان ارزروم واقع شده‌است.